# Shixing (socken)
Shixing (kinesiska: 实兴, 实兴乡) är en socken i Kina. Den ligger i provinsen Guizhou, i den sydvästra delen av landet, omkring 76 kilometer väster om provinshuvudstaden Guiyang. Antalet invånare är 13804. Befolkningen består av 6 587 kvinnor och 7 217 män. Barn under 15 år utgör 31 %, vuxna 15-64 år 59 %, och äldre över 65 år 8,0 %.